# XHBW-FM
XHBW-FM conocida como Magia Digital 93.3 FM es una estación de radio con licencia en la ciudad de Chihuahua, Chihuahua, México. Transmite en 93.3 de Frecuencia Modulada con una potencia de 25 kW.

## Historia
La estación fue concesionada el 28 de diciembre de 1942 a "Radio Emisora del Norte, S.M. de R.L." en los 1280 kHz de AM, con una potencia de 0.25 kW e identificativo de llamada de XEBW-AM. El 2 de julio de 1969, la estación cambió su razón social a "Radio Emisora del Norte, S. de R. L.," y se autorizó el aumento de la potencia a 1 kW diurna y 0.6 kW nocturna.
El 10 de marzo de 2010 la estación fue vendida a Mega Radio.
El 19 de octubre de 2011 fue autorizado el cambio de la estación a FM, quedando en la frecuencia 93.3 MHz de FM con 25 kW de potencia y con identificativo de llamada XHBW-FM. La estación AM fue apagada en 2012.

## Formato
La estación ha pasado por múltiples formatos, que incluyen Canal 12-80, Classic Rock 1280, Power Mix, La Pantera, Palabra Viva Radio. El formato actual de la estación es "Magia Digital" basado en el formato "Magia Digital" de XHH-FM, que transmite música del género regional mexicano las 24 horas del día.